# -aarde
Het toponiem -aarde is een regelmatig gebruikte aanduiding bij een plaatsnaam. Het betekent veld, akker, stuk grond, weide of omheinde plaats.

## Voorbeelden
- Eksaarde
- Oudenaarde
- Schoonaarde
- Zwijnaarde